# Шигарево
Шигарево — деревня в Расловском сельском поселении Судиславского района Костромской области России. 

## География
Деревня расположена на реке Меза.

## История
Согласно Спискам населенных мест Российской империи в 1872 году деревня относилась к 1 стану Костромского уезда Костромской губернии. В ней числилось 10 дворов, проживали 21 мужчина и 28 женщин.
Согласно переписи населения 1897 года в деревне проживало 72 человека (34 мужчины и 38 женщин).
Согласно Списку населенных мест Костромской губернии в 1907 году деревня относилась к Шишкинской волости Костромского уезда Костромской губернии. По сведениям волостного правления за 1907 год в ней числилось 14 крестьянских двора и 77 жителей. Основным занятием жителей деревни, помимо земледелия, была работа зав. и угольщиками.

## Население
| 2008 | 2010 | 2014 |
| ---- | ---- | ---- |
| 0    | →0   | →0   |